# Tornado (Bosque Mágico)
Tornado (voorheen Wervelwind) was een stalen achtbaan, die zich vroeger in de attractieparken Bobbejaanland (België) en later in Bosque Mágico (Mexico) bevond.

## Geschiedenis
De baan werd gebouwd in 1982 en stond oorspronkelijk in het Belgische attractiepark Bobbejaanland onder de naam Wervelwind. Bobbejaanland investeerde omgerekend 1.250.000 euro in de baan. Ze werd gesloten in 1999, uit elkaar gehaald en verkocht. Ze stond in de buurt van waar later Fly Away en Sledge Hammer kwamen. In de omgeving van Wervelwind waren onder andere Condor en Revolution te vinden.
Vervolgens is de achtbaan opgebouwd en in 2001 geopend in het Mexicaanse attractiepark Bosque Mágico. Daar heeft het zijn laatste rondjes gedraaid totdat het werd gesloten op 28 augustus 2022. De attractie is inmiddels verwijderd uit het park.

## Gegevens
De baan is gebouwd door de Nederlandse achtbaanfabrikant Vekoma in opdracht van de familie Bobbejaan Schoepen. Ze is van het model Whirlwind en gemaakt uit staal. Ze is 350 meter lang en 19,5 meter hoog. De baan telt twee inversies, namelijk twee kurkentrekkers. De achtbaantrein telt 7 wagentjes van twee rijen van twee personen. Zodoende kunnen 28 personen in de trein, die uitgerust is met schouderbeugels. De trein is gemaakt door Arrow Dynamics.

## Verloop van de rit
Wanneer het treintje het station verlaat, wordt het met een liftheuvel met kettingoptakeling 20 meter opgetakeld. Daarna volgt een bocht en een kurkentrekker. Hierna is er weer een bocht en een kurkentrekker, gevolgd door nog enkele bochten om ten slotte weer in het station te eindigen. 
Afbeeldingen